# Manchester Terrier
Der Manchester Terrier ist eine von der Fédération Cynologique Internationale (FCI) anerkannte britische Hunderasse (FCI-Gruppe 3, Sektion 1, Standard Nr. 71).

## Herkunft und Geschichtliches
Vorfahren dieser aus Großbritannien stammenden Rasse wurden Ende des 18. Jahrhunderts erstmals als „Black und Tan Terrier“ erwähnt. Er war ein Arbeitshund, der jagdlich geführt wurde und zudem ein Rattler, also ein Hund, der Haus und Hof frei von Nagern und kleinem „Raubzeug“ halten sollte.
Aus dem Black und Tan, den es in zwei Felltypen gab: Glatt- und Rauhaarig, entwickelten sich im 19. Jahrhundert weitere Terrierrassen, unter anderem auch der Deutsche Jagdterrier. Eine Verwandtschaft zu den Pinschern, Welsh Terrier oder Beauceron ist nicht zu verleugnen. Aus einer Linie entwickelte sich über den „Old Black and Tan Terrier“, der heutige Manchester Terrier, benannt nach der Stadt Manchester. Manchester war Ende des 19. Jahrhunderts der Schwerpunkt der Zucht. Bereits in den 80er Jahren des 19. Jahrhunderts wurde der MT in Deutschland gezüchtet (die bekanntesten Züchter der alten Zeit waren Herr Schiever aus Hannover und Herr Max Hartenstein aus Plauen) und als Luxushund gehalten. Dann ist dessen Zucht zurückgegangen und erst später, im Jahre 1971, fanden Vertreter dieser Rasse den Weg nach Deutschland wieder.

## Beschreibung
Der Manchester Terrier sieht einem deutschen Pinscher sehr ähnlich, ist allerdings zierlicher gebaut. Rüden sind ideal 40 cm groß. Das Fell ist tiefschwarz mit satter mahagoniähnlicher Lohfarbe, es liegt dicht an, ist glatt, kurz und glänzend.